# يولاندا كاساوس رودريغيز
يولاندا كاساوس رودريغيز (الكانيث مقاطعة طرويل، 3 يوليو 1974) سياسية إسبانية تنتمي إلى حزب العمال الاشتراكي الإسباني.
عملت كاساوس كمدرسة للرضع في مدرسة خوان رامون أليغري دي أندورا الحكومية في تيرويل. كانت منتسبة إلى النقابة العمالية الإسبانية الرئيسية الاتحاد العام دي تراباجادوريس وعملت كممثلة للنقابة. كما شغلت مناصب المسؤولية في الاشتراكيين الشباب في أراغون جناح الشباب المحلي عند الإشتراكيين.
في عام 2004 تم انتخابها لعضوية البرلمان الوطني كنائبة عن طرويل، وأعيد انتخابها في عام 2008.